# 제럴드의 게임
《제럴드의 게임》(영어: Gerald's Game)은 미국에서 제작된 마이크 플래너건 감독의 2017년 심리 공포 스릴러 영화이다. 칼라 구지노 등이 출연하였고, 트레버 메이시 등이 제작에 참여하였다.

## 출연
- 칼라 구지노
  - 키아라 오레일리아
- 브루스 그린우드
- 카럴 스트라위컨
- 헨리 토머스
- 케이트 시걸
- 애덜린 존스
- 브라이스 하퍼

## 기타 제작진
- 배역: 앤 매카시, 켈리 로이
- 미술: 패트릭 M. 설리번 주니어
- 세트: 레너드 R. 스피어스
- 의상: 리넷 마이어